# Hyalonemertes atlantica
Hyalonemertes atlantica är en djurart som tillhör fylumet slemmaskar, och. Hyalonemertes atlantica ingår i släktet Hyalonemertes, fylumet slemmaskar och riket djur. Inga underarter finns listade i Catalogue of Life.